# 양산시 을
양산시 을은 대한민국의 국회의원 선거구이다. 경상남도 양산시 일부를 관할한다. 현 지역구 국회의원은 국민의힘의 김태호이다.

## 역사
제20대 국회의원 선거를 앞두고 양산시의 인구 증가로 인해 양산시 선거구가 갑, 을로 분구되면서 신설되었다. 신설 당시 양산시 소주동, 서창동, 평산동, 덕계동, 양주동, 동면을 관할했다.

## 관할 구역
| 대수  | 관할 구역                                           |
| ----- | --------------------------------------------------- |
| 20대~ | 양산시 동면, 양주동, 서창동, 소주동, 평산동, 덕계동 |

## 역대 국회의원
| 선거   | 정당 | 정당         | 의원   |
| ------ | ---- | ------------ | ------ |
| 2016년 |      | 더불어민주당 | 서형수 |
| 2020년 |      | 더불어민주당 | 김두관 |
| 2024년 |      | 국민의힘     | 김태호 |

## 역대 선거 결과

### 대한민국 제20대 국회의원 선거
|  | 40.33% |

|  | 38.43% |

|  | 10.88% |

|  | 5.37% |

|  | 4.97% |

### 대한민국 제21대 국회의원 선거
|  | 48.94% |

|  | 47.26% |

|  | 2.95% |

|  | 0.83% |

### 대한민국 제22대 국회의원 선거
|  | 51.05% |

|  | 48.94% |